# Yext
Yext — нью-йоркская компания, занимающаяся онлайн-маркетингом и поиском. Она предлагает обновления бренда, используя свою облачную сеть приложений, поисковые системы и другие средства. Компания была основана в 2006 году Говардом Лерманом, Брайаном Дистельбургером и Брентом Метцем. Её рыночная капитализация в 2021 году составила 2,0 миллиарда долларов, а выручка — 354,7 миллиона долларов.

## История
Yext была основана в 2006 году как местный рекламный бизнес. Доход компании в 2009 году составил 20 миллионов долларов после того, как она переключилась на привлечение потенциальных клиентов и взимание платы за каждого лида.
В августе 2012 года компания продала свой бизнес с оплатой компании CityGrid Media IAC, чтобы сосредоточиться на листингах. К тому времени Yext привлекла финансирование в размере 65,8 млн долларов и обработала 950 000 обновлений для 50 000 предприятий.
Среди инвесторов были Sutter Hill Ventures, Institutional Venture Partners и WGI. К 2016 году компания получила доход в размере 89 миллионов долларов и расширила свои офисы на One Madison Avenue до 95 000 квадратных футов.
В 2016 году компания заняла 60-е место в списке Deloitte Fast 500 North America. В 2017 году Yext была зарегистрирована на Нью-Йоркской фондовой бирже.